# Partido Popular Conservador da Estônia
O Partido Popular Conservador da Estônia (em estoniano:Eesti Konservatiivne Rahvaerakond, EKRE) é um partido político conservador estoniano. O atual presidente do partido é Mart Helme, antigo embaixador da Estônia na Rússia. Ideologicamente, o partido é um descendente do movimento de etno-nacionalista da Estónia, que remonta à Revolução Cantada. Muitos especialistas em política classificam o EKRE entre a direita e a extrema-direita , mas os membros do partidos rejeitam essa classificação e sugerem outras maneiras de classificá-lo no eixo esquerda-direita.

## Resultados eleitorais

### Eleições legislativas
| Data | CI. | Votos  | %            | +/- | Deputados | +/- | Status              |
| ---- | --- | ------ | ------------ | --- | --------- | --- | ------------------- |
| 2015 | 6.º | 46 772 | 8,1 / 100,0  |     | 7 / 101   |     | Oposição            |
| 2019 | 3.º | 99 672 | 17,8 / 100,0 | 9,7 | 19 / 101  | 12  | Governo (2019-2021) |
| 2019 | 3.º | 99 672 | 17,8 / 100,0 | 9,7 | 19 / 101  | 12  | Oposição (2021-)    |